# Armadillidium djebalensis
Armadillidium djebalensis is een pissebed uit de familie Armadillidiidae. De wetenschappelijke naam van de soort is voor het eerst geldig gepubliceerd in 1958 door Vandel.